# McLaren MP4/2
McLaren MP4/2 je McLarnov dirkalnik Formule 1, ki je bil v uporabi med sezonama 1984 in 1986, ko so z njim dirkali Alain Prost, Niki Lauda in Keke Rosberg. Dirkalnik je bil eden najuspešnejših v zgodovini Formule 1, saj je osvojil kar pet naslovov, dva konstruktorska v sezonah 1984 in 1985, ter tri dirkaške, Niki Lauda v sezoni 1984 ter Alain Prost v sezonah 1985 in 1986. MP4/2 je skupaj nastopil na 48-ih dirkah ter dosegel dvaindvajset zmag in sedem najboljših štartnih položajev.